# Погорєлов Микита Петрович
Микита Петрович Погорєлов (нар. 24 вересня 2002, Запоріжжя, Україна) — український фігурист, що виступає у танцях на льоду в парі з Марією Пінчук. Майстер спорту України.

## Спортивна кар'єра

### Сезон 2020—2022
Свій дебютний сезон на юніорському рівні пара провела дуже вдало, завоювавши срібні медалі на трьох турнірах: Трофей Будапешта, Winter Star та LuMi Dance Trophy. Окрім цього фігуристи стали чемпіонами України серед юніорів.
У сезоні 2021–22 пара почала виступати на юніорських етапах Гран-прі. На етапі у Польщі посіли 6-те місце, а у Словаччині 9-те.
Серед юніорських досягнень фігуристів, які вони здобули у сезоні, варто відзначити срібну медаль Кубку Віктора Петренка, Кубку Санта Клауса, а також перемогу на Відкритому турнірі Андорри.
Останнім турніром у сезоні став дебютний юніорський чемпіонат світу, де вони посіли 17-те місце.

### Сезон 2022—2023
У зв'язку з початком вторгнення Росії в Україну пара була змушена покинути Харків та переїхати тренуватися у Відень.
Першим турніром у новому сезоні для пари став юніорський етап Гран-прі у Латвії, де вони здобули бронзову медаль, яка стала для пари дебютною на такому рівні. На наступному етапі юніорського Гран-прі пара стала четвертою.
У листопаді 2022 року стали третіми на Меморіалі Павла Романа в Чехії, а у грудні стали срібними призерами Кубка Босфору. Ці нагороди стали першими для пари на дорослому рівні.
У січні виступили на дорослому чемпіонаті Європи, де посіли 15-те місце.

## Програми
| Сезон     | Коротка програма | Довільна програма |
| --------- | --- | --- |
| 2022–2023 | - Tango Till They're Sore у виконанні Мадлен Пейру - Uccen (DWTS remix) у виконанні Taalbi Brothers хореограф — Лариса Федорова               | - Seven Nation Army у виконанні 2Cellos - You Don't Own Me у виконанні Saygrace feat. G-Eazy хореограф — Лариса Федорова |
| 2021–2022 | - Your Heart is as Black as Night у виконанні Бет Гарт та Джо Бонамасса - Brotherswing у виконанні Caravan Palace хореограф — Лариса Федорова | - Beethoven’s Last Night у виконанні Trans-Siberian Orchestra хореограф — Лариса Федорова                                |

## Спортивні результати

### Серед дорослих
| Чемпіонати Європи     | 15 | 18 |
| Bosphorus Cup         | 2  |    |
| Меморіал Павла Романа | 3  | 1  |
| Меморіал Дениса Тена  |    | 3  |

### Серед юніорів
| Чемпіонати світу серед юніорів        |   | 17 | 12 |   |
| Фінал юніорського Гран-прі            |   |    |    | 5 |
| Юніорський етап Гран-прі у Латвії     |   |    | 3  |   |
| Юніорський етап Гран-прі у Польщі     |   | 6  | 4  | 2 |
| Юніорський етап Гран-прі у Словаччині |   | 9  |    |   |
| Юніорський етап Гран-прі у Туреччині  |   |    |    | 1 |
| Budapest Trophy                       | 2 |    |    |   |
| Ice Challenge                         |   | 7  |    |   |
| LuMi Dance Trophy                     | 2 |    |    |   |
| Open d'Andorra                        |   | 1  |    |   |
| Santa Claus Cup                       |   | 2  |    |   |
| Кубок Віктора Петренка                |   | 2  |    |   |
| Winter Star                           | 2 |    |    |   |